# Ain’t She Sweet
Ain’t She Sweet (englisch für Ist sie nicht süß?) ist ein Pop- und Jazzstandard aus dem Jahr 1927. Er wurde von Milton Ager (Musik) und Jack Yellen (Text) während der Tin-Pan-Alley-Phase verfasst und ist in Deutschland vor allem in der Version der Beatles sowie als Titelmelodie der Knoff-Hoff-Show bekannt.

## Entstehungsgeschichte
Milton Ager (1893–1979) war ein professioneller Musikkomponist, der im Jahr 1915 seine ersten Werke zum Urheberrechtsschutz anmeldete (Rockaway Hunt). Nach seiner Militärzeit bekam er 1918 einen Job beim Musikverleger Leo Feist. Im August 1922 begann Ager eine Partnerschaft mit dem Komponisten Jack Yellen (1892–1991), die sie 1930 beendeten. 1927 lieferten sie fünf erfolgreiche Kompositionen ab; die erfolgreichste darunter war Ain’t She Sweet als Charleston. Ager wurde beim simplen Text durch seine Tochter Shana Alexander inspiriert. Das Copyright lag beim Musikverlag Edwin H. Morris & Co. Inc. (Warner Brothers).

## Originalaufnahme
Das Original wird in der Fachliteratur oft Ben Bernie zugeschrieben; anhand der Aufnahmedaten erweist sich jedoch Lou Gold & His Melody Men als Original-Interpret des Stücks. Seine Aufnahme stammt vom 17. Januar 1927 (Silvertone #5033), die jedoch ebenso wenig in die Hitparaden gelangte wie eine zweite Aufnahme als Lou Gold & His Orchestra für Perfect Records (#14777) vom 21. Februar 1927 mit Scrappy Lambert (Gesang).

## Coverversionen

Harry Richman – Ain’t She Sweet

Ben Bernie & His Hotel Roosevelt Orchestra hatte mit dem Song großen Erfolg. Seine Aufnahme entstand zehn Tage nach der von Lou Gold, am 27. Januar 1927. Sie wurde auf die B-Seite gepresst (A-Seite: I’m Looking Over a Four Leaf Clover; Brunswick #3444). Die B-Seite stellte sich als erfolgreicher heraus; sie erreichte den ersten Platz der Pop-Hitparade und behielt ihn für vier Wochen. Dies war ein frühes Beispiel dafür, dass sich eine B-Seite unabhängig von der A-Seite in den Charts platzieren konnte und dabei sogar besser abschnitt.
Noch im ersten Halbjahr 1927 erschien eine Vielzahl von weiteren Coverversionen. Harry Richman stand lediglich einen Tag später als Bernies Orchester im Studio, als am 28. Januar 1927 seine Version aufgenommen wurde. Nat Shilkrets Orchester folgte am 10. März 1927, nur fünf Tage später folgte Gene Austin, der mit seiner am 15. März 1927 entstandenen Fassung Rang 4 der Charts erreichte. Das Piano-Solo von Frank Banta vom 15. April 1927 (Victor #20610) blieb ohne Hitparadenresonanz, Richard M. Jones’ Jazz Wizards standen am 6. Mai 1927 vor den Mikrofonen. Paul Whitemans Rhythm Boys folgten mit einem Medley (Mississippi Mud) im Studio am 20. Juni 1927, die Brüsseler Jazzband Charles Remue & His New Stompers nahm ihre Version am 28. Juli 1927 in London auf.
Bereits im Jahr der Originalfassung wurde die deutsche Version unter dem Titel Mir geht’s gut mit dem Tenor Max Kuttner und dem Jazz-Symphonie-Orchester im Oktober 1927 aufgenommen. Am 13. Mai 1927 hatte ein Börsencrash in Berlin ganz Deutschland schockiert (siehe: Schwarzer Donnerstag). Der aufmunternde deutsche Text bezog sich auf die Börsenkrise: „Mir geht’s gut, ich verliere nicht den Mut, ob ich Geld hab’ oder gerade pleite bin, mir geht’s gut“. Jazzversionen entstanden durch Bill Coleman, Benny Carter, Tommy Dorsey, die Dukes of Dixieland, Jimmy Lunceford, Meade Lux Lewis, Ben Webster oder Erroll Garner. Frank Sinatra spielte das Stück 1962 ein.
Die erste Rock-’n’-Roll-Interpretation stammt von Gene Vincent und ist enthalten auf seinem ersten Album Blue Jean Bop, veröffentlicht am 13. August 1956. Insgesamt listet Coverinfo 44 Fassungen des Titels auf.

## Die Beatles-Version

The Beatles – Ain’t She Sweet

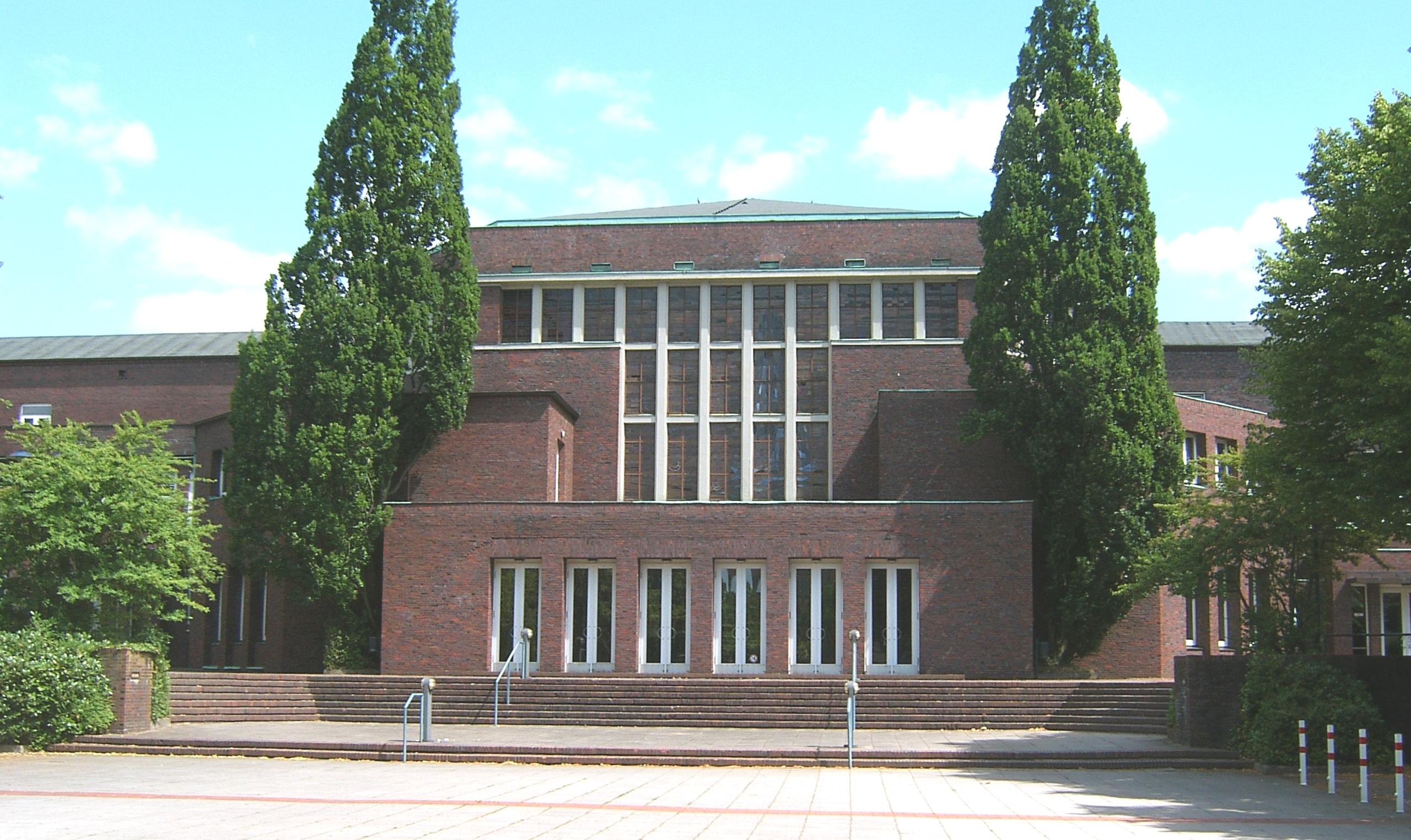
Friedrich-Ebert-Halle

Die Beatles nahmen ihre Rock-’n’-Roll-Fassung, bei der sie sich an der Aufnahme von Gene Vincent aus dem Jahr 1956 orientierten, entweder am 22./23. Juni 1961 in der Friedrich-Ebert-Halle oder laut anderen Quellen am 24. Juni 1961 im Studio Rahlstedt (Rahlau 128, Hamburg-Tonndorf) auf. Da das Studio aber erst Ende Februar 1962 fertiggestellt wurde, ist dieser Termin ausgeschlossen. Ain’t She Sweet wurde mit einem tragbaren Zweispur-Tonbandgerät aufgenommen, die Produktionsleitung übernahm Bert Kaempfert, Toningenieur war Karl Hinze, die Beatles spielten in folgender Besetzung:
- John Lennon: Gesang und Rhythmusgitarre
- Paul McCartney: Bass
- George Harrison: Leadgitarre
- Pete Best: Schlagzeug

Tony Sheridan war nicht an der Aufnahme beteiligt, Stuart Sutcliffe verließ die Beatles bereits vor den Aufnahmen im Juni 1961. Die Beatles waren von den Aufnahmen enttäuscht, so sagte John Lennon dazu: „Gene Vincents Version von Ain’t She Sweet ist sehr weich und hoch, und ich versuchte ihn zu imitieren, aber die Deutschen wollten es „härter, härter“, ein bisschen wie ein Marsch. Also machten wir eine härtere Version.“
George Harrison ergänzte: „Wir nahmen auch Ain’t She Sweet auf. Das war eine große Enttäuschung, denn wir hatten auf einen eigenen Plattenvertrag gehofft.“
In Deutschland wurde die Single Ain’t She Sweet / Take Out Some Insurance On Me, Baby am 15. April 1964 veröffentlicht, konnte sich aber nicht in der Hitparade platzieren.  In Großbritannien wurde die Single Ain’t She Sweet / If You Love Me, Baby erst am 29. Mai 1964 veröffentlicht. Während alle vorangegangenen Polydor-Singles aus Hamburg die britischen Charts verfehlten, erreichte die Beatles-Version von Ain’t She Sweet Rang 29 der New-Musical-Express-Hitparade.
In den USA brachte Atco Records die Beatles-Single Ain’t She Sweet / Nobody’s Child am 6. Juli 1964 auf den Markt, die bis auf Rang 19 in den Billboard-Charts vordrang. Die Polydor-Aufnahmen wurden mit dem Versuch veröffentlicht, als Trittbrettfahrer am längst laufenden Plattenerfolg der Beatles zu partizipieren, was jedoch misslang. In den USA wurden Mitte Januar 1964 vier Lieder in den Atlantic Recording Studios überarbeitet, so wurde für Ain’t She Sweet, Sweet Georgia Brown und Take Out Some Insurance on Me, Baby eine weitere Schlagzeugbegleitung von Bernard Purdie eingespielt.
Ain’t She Sweet wurde auf dem Kompilationsalbum The Beatles’ First veröffentlicht. Das Album erschien im April 1964 in Deutschland und am 4. August 1967 in Großbritannien. In den USA wurde das Album am 4. Mai 1970 unter dem Titel In the Beginning (Circa 1960) veröffentlicht.
Ain’t She Sweet wurde von den Beatles erneut am 24. Juli 1969 in den Londoner Abbey Road Studios (Studio 2) mit dem Produzenten George Martin aufgenommen. Geoff Emerick und Phil McDonald waren die Toningenieure der Aufnahmen. In einer siebenstündigen Aufnahmesession zwischen 15:30 und 22:30 Uhr wurden neben Mean Mr. Mustard / Sun King noch die Lieder Ain’t She Sweet sowie Who Slapped John? und Be-Bop-A-Lula in einer Jam-Session eingespielt. Die wahrscheinliche Besetzung war:
- John Lennon: Leadgitarre, Gesang
- Paul McCartney: Bass
- George Harrison: Leadgitarre
- Ringo Starr: Schlagzeug

Die 1969er Version von Ain’t She Sweet erschien erst am 25. Oktober 1996 auf dem Kompilationsalbum Anthology 3.